# Lauren Hemp
Lauren May Hemp (North Walsham, Inglaterra; 7 de agosto de 2000) es una futbolista inglesa. Juega como delantera en el Manchester City de la FA Women's Super League de Inglaterra y en la selección de Inglaterra. Fue elegida Jugadora Joven del Año en 2017, 2018 y 2020.

## Trayectoria
Hemp se unió al Bristol City en 2016, debutando como profesional el 10 de septiembre de ese año en la victoria por 4-1 sobre el Watford FC, partido en el que anotó el tercer gol de su equipo. En marzo de 2017 hizo su primera aparición en la Women's FA Cup, marcando dos goles en la goleada por 5-0 sobre el Millwall Lionesses. En la WSL Spring Series de 2017, registró un gol en cuatro partidos. La Jugadora Joven del Año de la PFA, cerró la temporada 2017-18 con 9 goles en 24 partidos en todas las competiciones.
El 31 de mayo de 2018, Hemp firmó por el Manchester City.

## Clubes
| Club            | País       | Año           |
| --------------- | ---------- | ------------- |
| Bristol City    | Inglaterra | 2016-2018     |
| Manchester City | Inglaterra | 2018-presente |

## Palmarés

### Títulos nacionales
| Título                | Club            | País       | Año     |
| --------------------- | --------------- | ---------- | ------- |
| Women's FA Cup        | Manchester City | Inglaterra | 2018-19 |
| FA Women's League Cup | Manchester City | Inglaterra | 2018-19 |
| Women's FA Cup        | Manchester City | Inglaterra | 2019-20 |
| FA Women's League Cup | Manchester City | Inglaterra | 2021-22 |

### Títulos internacionales
| Título               | Equipo     | Sede       | Año  |
| -------------------- | ---------- | ---------- | ---- |
| Eurocopa Femenina    | Inglaterra | Inglaterra | 2022 |
| Finalissima Femenina | Inglaterra | Inglaterra | 2023 |
| Copa Mundial         | Inglaterra | Australia  | 2023 |
| Eurocopa Femenina    | Inglaterra | Suiza      | 2025 |

### Distinciones individuales
| Distinción                               | Año     |
| ---------------------------------------- | ------- |
| Mejor Once del Campeonato Europeo sub-17 | 2016-17 |
| Jugadora Joven del Año (FA Awards)       | 2017    |
| Jugadora Joven del Año (PFA)             | 2017-18 |
| Jugadora Joven del Año (PFA)             | 2019-20 |